# 竹田誠志
竹田 誠志（たけだ まさし、1985年8月13日 - ）は、日本の男性プロレスラー、総合格闘家。東京都町田市出身。血液型A型。

## 来歴
中学生の頃からデスマッチに強い憧れを持っていた。高校時代（自由ヶ丘学園高等学校、1年後輩にフジタ"Jr"ハヤトがいる）はレスリング部に所属し、国体への出場経験がある。高校卒業後は専門学校に進学し調理師免許を取得。卒業後、U-FILE CAMPに入門。ZST、DEEPなど総合格闘技イベントに出場。2007年1月20日、STYLE-Eのリングで佐々木恭介相手にプロレスデビューした。
2008年4月、大日本プロレスに初参戦し、10月には憧れの葛西純と6人タッグで激突。この試合はハードコアマッチとして行われ、竹田にとって大日本での念願のデスマッチデビュー戦となった。またアパッチプロレス軍のリングでも葛西とカミソリデスマッチでの対戦をアピール（結果的には実現せず、"黒天使"沼澤邪鬼と画鋲デスマッチで対戦）するなど、デスマッチファイターとしての自分を前面に押し出すようになる。
2009年1月、大日本プロレスの最侠タッグリーグに、木高イサミとのタッグでエントリー。3月26日の後楽園ホール大会のメインイベントでは、当時のBJW認定デスマッチヘビー級王者の宮本裕向から勝利。決勝トーナメントに進出を決める。4月28日、後楽園ホール大会での準決勝は、伊東竜二・石川修司組と対戦し惜しくも敗れたが、5月9日の四日市大会で伊東が負傷し5月大会の欠場が決まると、決勝戦には代わって竹田・イサミ組が進出することとなった。
5月28日、最侠タッグリーグ決勝戦は、空位となっていたBJW認定タッグ王座のベルトもかけられ、「最侠デスタワー 巨大蛍光灯タワー4コーナーデスマッチ」で佐々木貴・宮本裕向組と対戦。30分時間切れ引き分け後、延長戦を行う大激闘の末、再び宮本から勝利。最侠タッグリーグ優勝、第26代BJW認定タッグ王者となった。そしてその勢いのまま、デスマッチ王者・宮本への挑戦を表明、宮本も承諾した。
7月12日横浜文化体育館大会、デスマッチ新世代対決となった王座防衛戦の形式は、王者・宮本の提案により、2007年3月14日に自らが当時のBJW認定デスマッチヘビー級王者・佐々木貴に挑戦した際の「廣島大治組プレゼンツ　高所作業につき立体足場建築現場デスマッチ　～one night carnival～」を再現した。両者の想像を上回る大激戦になった壮烈な攻防戦の中、最後は足場最上段からの渾身のムーンサルトプレスを喫して敗戦しまったが、デスマッチ歴わずか9ヶ月で実力が急成長して宮本は「素晴らしい挑戦者だった。今度は竹田がデスマッチの形式を決めてくれてもいい」と評価した。
7月27日、関本大介＆岡林裕二組に敗れ、BJWタッグ王者の座を防衛することなく失った。
2010年3月20日、STYLE-E西調布大会で行われたSTYLE-E無差別級選手権試合で、王者の大家慶次郎（大家健）を破り、第7代王者となった。
2011年に行われた「一騎当千～DEATH MATCH SURVIVOR～」にBブロックでエントリーし、3勝1敗の勝ち点6で優勝決定戦に進出するも、Aブロックを4戦全勝で勝ち上がった佐々木貴に敗れ準優勝に終わった。
2012年2月26日、アブドーラ小林が保持するBJWデスマッチヘビー王座に挑戦するが敗戦。その後、以前から患っていた首の頚椎並びに椎間板の損傷により8月24日の大日本後楽園ホール大会を最後に欠場、10月30日の大日本後楽園ホール大会にて大日本のリングへ復帰することを宣言した。12月9日の後楽園ホール大会において塚本拓海との「有刺鉄線ボード＆蛍光灯＋αデスマッチ」で復帰戦を勝利した。
10月20日、STYLE-Eの母体であるU-FILE CAMPに移籍。U-STYLEや格闘技への参戦も積極的に行う一方、大日本のデスマッチなど、STYLE-E以外でのプロレス活動も継続している。
最近は憧れの存在としている葛西とユニットを組んで共闘しながらも対戦を続けており、2012年にプロレスリングFREEDOMSの「UNCHAIN」、2013年に大日本プロレスの「B FAULTLESS JUNKY'S」へ加わっている。なお「B FAULTLESS JUNKY'S」は大日本に参戦しなくなった葛西が事実上離脱しているが、竹田は塚本拓海と共にそのままユニットに残っている。2013年8月の第5回デスマッチトーナメントでは決勝で葛西を下し優勝した。
2014年2月10日、記録的な降雪の中、オートバイで雪道を走行中スリップ事故を起こし膝の内側靭帯を損傷する怪我を負い欠場。6月14日にアメリカで行われたCZWのトーナメント・オブ・デスで復帰し、9月23日には葛西とKFCタッグ王座を獲得するが、この直後にパートナーの葛西が当時持っていたKING of FREEDOM WORLD王座を賭けて直接対決することを決定させ、12月25日に王座を獲得し再び葛西越えを果たした。
2015年11月22日、「ZST.49 -旗揚げ13周年記念大会-」で約7年ぶりにZST出場。川和真を相手に1R勝利。
2016年8月23日、「ダムズフェス2016 ～デスマッチあり、バーリトゥードあり、ルチャあり、ライヴあり、コントあり、宴あり～」にて総合格闘技ルールで杉浦透に秒殺勝利（レフェリーは勝村周一朗）。
2017年8月19日、名古屋国際会議場イベントホールでのBJWデスマッチヘビー級王座戦で高橋匡哉を破り第36代王者となり、初めて大日本のデスマッチシングル王座を獲得した。ベルト戴冠後も過酷な防衛戦を重ね、歴代最多となる9度の防衛を果たす。
2018年5月2日、当時王者であったビオレント・ジャックを破り、KING of FREEDOM WORLD王座を戴冠したことでデスマッチ二冠王となる。
2020年2月3日に行われたGCW日本公演の竹田vsオリン・バイド戦にて、自身が持ち込んだ凶器(包丁ボード)の上にサイドバスターを受けて背中に大きな切り傷を負いレフリーストップ。その後直ちに救急車で搬送され、背中と腕を合計50針縫うほどの大怪我であったとされる。
2022年1月30日、自身のTwitterで同月7日に妻が死去したことを公表し、当面の間活動を休止することを発表した。同年7月10日、後楽園ホールにて開催されたFREEDOMSの「葛西純プロデュース興行　東京デスマッチカーニバル2022 Vol.1」にて復帰戦を行っている 。

## 得意技
国体1回戦スラム
技名はレスリングで国体に出場して1回戦敗退したことに因む。
Uクラッシュ
コンプリートダストと同型。
リバースUクラッシュ
左腕で相手の首をドラゴンスリーパーのような形に捕らえて右手で相手の腰を掴んで真っ逆さまに持ち上げてシットダウンしつつ相手を頭から落とす。
リバースUクラッシュ改
相手の背後から股下で左腕をクラッチした状態でリバース・パワースラムの体勢で担ぎ上げ、そのまま垂直落下で後頭部から落とす。
ロッキンポ
「ロッキンポ」と叫びながらのランニングニーバット。技名はマキシマム ザ ホルモンの楽曲「ロッキンポ殺し」から。
メガラバ
オモプラッタの状態からのフェイスロック。技名はマキシマム ザ ホルモンの楽曲「恋のメガラバ」から。
メガラバラバラバ
腕と足を極める関節技。
スピアー

## タイトル歴
ガッツワールドプロレスリング
- GWC認定6人タッグ王座（第11代）（パートナーは柴田正人、那須晃太郎）

STYLE-E
- STYLE-E無差別級王座（第7代）

大日本プロレス
- BJW認定デスマッチヘビー級王座（第36代）
- BJW認定タッグ王座（第26代、第45代、第59代）（パートナーは木高イサミ→塚本拓海）
- 大日本最侠タッグリーグ戦優勝（2009年）（パートナーは木高イサミ）

プロレスリングFREEDOMS
- KING of FREEDOM WORLD王座（第4代、第10代）
- KING of FREEDOM WORLD TAG王座（第2代）（パートナーは葛西純）
- デスマッチトーナメント優勝（2013年）

道頓堀プロレス
- WDWタッグ王座（第4代）（パートナーは"黒天使"沼澤邪鬼）

アパッチプロレス軍
- WEWタッグ王座（第26代）（パートナーは橋本友彦）

全日本プロレス
- Jr. TAG BATTLE OF GLORY優勝（2017年）（パートナーは丸山敦）

プロレスリングZERO1
- NWAインターコンチネンタルタッグ王座（第41代）（パートナーは宮本裕向）

新宿二丁目プロレス
- 新宿二丁目プロレス認定ILNP王座（第3代）

キャプチャー・インターナショナル
- キャプチャー・インターナショナル王座（第14代）

DTU
- DTUウルトラバイオレントチャンピオンシップ

日本インディー大賞
- ニューカマー賞（2008年、2009年）
- ベストバウト賞（2017年、2018年）
- MVP（2018年）

## 入場曲
- ロッキンポ殺し（マキシマム ザ ホルモン）

## 人物
- 来歴にあるようにデスマッチには珍しい総合格闘技出身。並行して試合に出ていた時期もある[5]。
- デスマッチを信条としており、何度かマンネリ化、安全化した大日本プロレスを批判している。2017年8月19日の名古屋国際会議場イベントホール大会の数日後にも専門誌のインタビューで、全体的に大日本のリングがストロングスタイルに押されがちであり、デスマッチは遠慮しているのではないかと意見。マンネリ化したデスマッチを行う現状を憂慮し、もっとデスマッチを盛り上げたいと思いの丈を語った。人員不足もマンネリの原因の1つであり、自身が若手の頃は人員に恵まれた環境であったため、その点後輩はかわいそうだと言っている[6]。
- 2014年にタイトルマッチを行ってから3年間ベルトを巻くチャンスがなかったことから、葛西と同じく無冠の帝王の道を辿るのではないかを見られていたが、本人は2017年8月19日にBJWデスマッチヘビー級王座を獲得したその数日後に、それぞれの道があるので、葛西2世になるつもりはないし、葛西のコピーをやっているつもりもないと取材に答えた[6]。
- 伊東竜二、アブドーラ小林、"黒天使"沼澤邪鬼などは竹田が若手の頃はとても強く、やることも過激であったが、2017年の時点では穏当化しており、竹田は「そこって時代なんでしょうけど」と感想を述べている。同時に「今度は僕らの番、竹田、宮本、イサミ…そこらへんが壁になって上げてやらないとデスマッチ界は上がらないです」と決意を語った[6]。
- 佐々木貴、葛西純には「壁になってもらった」と感謝しており、それらの人物のおかげで上がっていけたと思っている[6]。
- メンフクロウの12号を飼っている。
- 妻はアイドルグループ「スルースキルズ」（2017年解散）元メンバーの大森由佳（現姓：竹田）。入籍から1年後の結婚披露宴が2019年6月に竹田のTwitter投稿で公表されたが、前述のとおり2022年1月に妻と死別している。なお、亡き妻との間には娘が1人いる[7]。

## 出演

### テレビ
- コドモ警察（毎日放送） - プロレスラー役

### 映画
- 狂猿（2021年、SPACE SHOWER FILMS）[8]